# Hulagaddi, Hangal
Hulagaddi là một làng thuộc tehsil Hangal, huyện Haveri, bang Karnataka, Ấn Độ.